# Abû l-Qâsim al-Isfarâ'inî
Ne pas confondre avec Abu Ishaq Al-Isfarāyīnī, mort vers 1027.
Ne pas confondre avec Abu Hamid al-Isfara'ini, mort vers 1016.
Abû l-Qâsim al-Iskâf al-Isfarâ'inî est un juriste musulman de rite chaféite. Il est mort vers 1060.
Il a eu pour maître Abu Ishaq al-Isfara'ini. Il enseigne lui-même le fiqh à l'imâm al-Juwayni.